# The Bold and the Beautiful
The Bold and the Beautiful is een Amerikaanse soapserie. De serie draaide in eerste instantie om de families Forrester, Logan en Spectra, later om de families Forrester, Logan en Marone. Meer recent is de aandacht verlegd naar de families Forrester, Logan en Spencer. De soap speelt zich af in Californië, in Los Angeles, en wordt in ongeveer 130 landen uitgezonden. In tegenstelling tot de meeste andere Amerikaanse soaps duurt deze inclusief reclame geen uur, maar een half uur, waardoor het aantal acteurs ook niet zo groot is als bij andere soaps. The Bold and the Beautiful is een van de bestbekeken soaps ter wereld. De productie is vanaf het begin al in handen van het Amerikaanse bedrijf Bell. In de Verenigde Staten wordt The Bold and the Beautiful sinds 1987 uitgezonden door CBS, in Nederland werd de soap tussen 1990 en 2006 uitgezonden door RTL 4, tussen 2006 en 2010 op SBS6 en vanaf het voorjaar van 2011 op RTL 8. In Vlaanderen was de soap ook bekend onder de titel Mooi en Meedogenloos, vroeger uitgezonden door o.a. VIJF en VIER.

## Achtergrond
De serie begon over het leven van twee families, de rijke Forresters en de werkende familie Logan. Aan het hoofd van de familie Forrester staat Eric, die is getrouwd met Stephanie. Ze hebben vijf kinderen: Ridge, Thorne, Kristen, Felicia en Angela. De twee zonen maakten vanaf het begin deel uit van de serie, al werd Thorne wel tweemaal gerecast. De dochters waren veel minder te zien, de rollen van Felicia en Kristen werden ook al door twee actrices gespeeld. De gehandicapte Angela, die door Stephanie in een tehuis verborgen werd gehouden, stierf op dertienjarige leeftijd maar de dokter huurde een actrice in om haar te vervangen zodat hij nog geld kreeg van de Forresters om Angela te verzorgen.
Aan het hoofd van de andere familie staat Beth Logan, een oude liefde van Eric. Zij heeft vier kinderen, Storm, Brooke, Donna en Katie. Haar man Stephen heeft haar jaren geleden verlaten maar duikt na een tijd opnieuw op. Na een aantal jaren worden alle leden van de familie Logan uit de serie geschreven, behalve Brooke, en komen ze enkel nog sporadisch aan bod, meestal bij een huwelijk van Brooke. Sinds 2006 zijn Storm, Donna en Katie (in andere gedaanten) wel weer vaker in de serie te zien.
Nadat de focus van de Logans wegging kwam er een andere familie aan bod, die van Spectra. Hierdoor draaide de serie om twee modehuizen, Forrester Creations en Spectra Fashions (later Spectra Couture). Sally Spectra is het familiehoofd van de Spectra's. Ze heeft een dochter Macy, en diens vader Adam heeft hen jaren geleden in de steek gelaten (later komt ook hij nog terug). Sally trouwt met Clarke Garrison, die eerder met Kristen Forrester trouwde. Sally krijgt een zoon van Clarke: Clarke Junior, CJ. Sally heeft ook veel steun aan haar werknemers Saul en Darla.
De grootste verhaallijn sinds de start van het programma is de liefdesrelatie tussen Brooke en Ridge. Om de zoveel tijd gingen Brooke en Ridge uit elkaar en trouwde Ridge met zijn andere grote liefdes, eerst Caroline en later met Taylor. Stephanie verkoos Taylor altijd boven Brooke en liet geen moment onbenut om Brooke zwart te maken.

### Eric & Stephanie
Het huwelijk tussen Stephanie en Eric was sinds het begin van de serie al geen succes meer. Eric had jaren geleden een affaire met Brooke's moeder Beth, tot ergernis van Stephanie. Stephanie traceerde vervolgens Brooke's verdwenen vader (Stephen Logan) en zorgde er later voor dat hij werk kreeg in Parijs, zodat Beth Logan weg was uit Erics leven. Toen Eric dit ontdekte vroeg hij de scheiding aan (Stephanie gaf Brooke wel de schuld van haar scheiding). Kort daarna werd Eric verliefd op Brooke, die vrijgezel was omdat Ridge met Caroline getrouwd was. Brooke kreeg een zoon van Eric, Rick. Stephanie verdacht Brooke er van Eric te bedriegen en liet in het laboratorium waar Brooke werkte camera's installeren. Brooke deed echter niets verkeerd en Stephanie wilde de camera's laten weghalen. Maar tijdens een revolutionaire ontdekking in het lab konden Brooke en Ridge hun vreugde niet op waardoor ze bij elkaar in bed belandden. Stephanie kwam dit te weten en het huwelijk tussen Eric en Brooke liep spaak. Brooke was kort daarna zwanger en dolgelukkig, maar Eric vertelde haar dat ze op een avond nog gevrijd hadden toen ze dronken was. Om zijn vader huwelijksgeluk te gunnen ging Ridge naar Taylor en trouwde met haar. Eric leerde intussen Sheila (Kimberlin Brown) kennen en werd halsoverkop verliefd op haar en ze trouwden. De vaderschapstest wees uit dat Ridge de vader was van Bridget, maar enkele jaren later werd bekend dat Sheila deze vervalst had en dat Bridget Erics dochter is. Al daarvoor had Eric gezien wat voor vlees hij in de kuip had met Sheila en scheidde van haar. Na een flirt met Maggie, de ex-vrouw van zijn broer kwam hij even in contact met Lauren Fenmore, de nemesis van Sheila. Echter ook zijn relatie met Stephanie verbeterde en ze werden weer verliefd. Voor het altaar echter zag de dominee dat er een foto van Eric en Lauren in compromitterende positie in het gebedsboek zat. De trouw werd afgeblazen en Eric begon een relatie met Lauren. Stephanie kreeg iets met James Warwick (Ian Buchanan), de ex van Sheila en Maggie. Lauren en James verdwenen geruisloos uit de serie en na een tijd kwamen Eric en Stephanie weer bij elkaar.
Nadat Massimo Marone (Joseph Mascolo) ontdekte dat Ridge zijn zoon was en niet die van Eric verplichtte hij Stephanie weg te gaan bij Eric in ruil voor zijn stilzwijgen. Dit bleef echter niet duren en Stephanie keerde terug naar Eric. Ridge en Bridget wisten intussen dat ze geen broer en zus waren en werden verliefd op elkaar. Hierdoor blies Brooke haar bruiloft met Ridge op het allerlaatste moment af. Stephanie begreep dat ze niet anders kon dan Eric nu de waarheid te vertellen. Eric was zo kwaad dat hij Stephanie verliet. Na een tijdje konden ze echter hun geschillen opzij zetten. Eric was net zoals iedereen dolgelukkig dat Taylor nog leefde maar hij vond het wel erg voor Brooke. Stephanie fakete een hartaanval om Ridge voor Taylor te laten kiezen en toen Eric dit hoorde was hij zo kwaad dat hij Stephanie verliet en een snelle scheiding regelde, en nog voor de inkt droog was trouwde hij met Brooke. Dit deed hij deels zodat Bridget zich geen zorgen moest maken dat Brooke en Nick terug samen zouden komen. Het huwelijk choqueerde Jackie die aan een toekomst met Eric dacht. Het huwelijk werd al snel ontbonden en Eric vroeg vergiffenis aan Jackie.
Via Katherine Chancellor (Jeanne Cooper, die dezelfde rol speelde in The Young and the Restless) ontdekte Stephanie eind 2005 dat Forrester Creations eigenlijk van haar was. Ze ontsloeg Brooke en Eric op staande voet en benoemde Thorne tot directeur. Later nam ze het duo weer aan maar ze kregen een kantoor in de kelder. Felicia keerde terug naar Los Angeles en was stervende. Haar laatste wens was dat haar ouders opnieuw zouden trouwen. Uiteindelijk stemden ze daarin toe, maar nog voor Eric met Stephanie trouwde deed hij ook een huwelijksaanzoek bij Jackie en beloofde haar dat hij met haar zou trouwen zodra Felicia stierf.

### Caroline/Ridge/Brooke
Ridge was verloofd met Caroline Spencer (Joanna Johnson). Brooke was ook verliefd op hem, al jaren, ze was fan van hem, uiteindelijk leerde ze hem kennen en de vonken sprongen meteen over. Bill Spencer, de vader van Caroline wilde niet dat zijn dochter met Ridge trouwde en huurde een detective in om Ridge te betrappen toen hij vreemd ging met een vroeger vriendinnetje net voor ze gingen trouwen. De detective maakt een foto van Ridge en zijn vriendin Alex die hij aan de vader van Caroline geeft. Caroline was zo geschokt dat ze met Ridges broer Thorne trouwde. Ridge en Brooke kwamen samen, maar de liefde tussen Caroline en Ridge was te sterk en ze scheidde van Thorne om met Ridge te trouwen. Brooke belandde bij Eric, die Stephanie liet staan. Het geluk van Ridge en Caroline duurde niet lang want ze overleed aan leukemie. Caroline werd bijgestaan door een dokter, Taylor Hayes, waar Ridge na Caroline's dood op verliefd werd, maar eerst maakte hij een tussenstop bij Brooke. Net voor Ridge met Taylor ging trouwen dook Karen, de tweelingzus van Caroline op die ontvoerd werd toen ze een kind was. Ridge was erg geschokt, hij kuste met Karen maar meer gebeurde er nooit tussen de twee. Karen kreeg een relatie met Thorne, in 1994 ging ze voor enkele weken de stad uit (maar ze is nooit meer teruggekeerd).

### Taylor/Ridge/Brooke
Eric had intussen ook weer een nieuwe liefde gevonden, Sheila Carter. Brooke was voor de tweede keer zwanger, alleen wist ze niet wie de vader was, Eric of zijn zoon Ridge. Er werd een vaderschapstest gedaan en Ridge bleek de vader te zijn, later werd bekend dat Sheila de test vervalst had. In 1994 kwam Taylor om bij een vliegtuigcrash. Brooke troostte Ridge maar zij was intussen verloofd met James Warwick. Ridge deed er alles aan om die verloving te verbreken en Brooke voor zich te hebben (al zou Stephanie de volgende jaren verkondigen dat Brooke achter Ridge aanging). Uiteindelijk trouwden ze, terwijl Taylor nog maar een paar maanden dood was en ze maakten hun huwelijksreis voor de kust van Afrika. Maar Taylor was helemaal niet dood, ze werd op de luchthaven ontvoerd en haar plaats werd door iemand anders ingenomen en die persoon overleed dus bij het vliegtuigongeval. Ze werd zwaar toegetakeld en gevonden door prins Omar van Marokko, hij zorgde voor haar zodat ze kon genezen. Prins Omar had een vrouw nodig om aanspraak te maken op de troon, Taylor ging nu door het leven als prinses Laila, ze had eerst geheugenverlies maar dat kwam langzaam terug. Brooke en Ridge waren op huwelijksreis op een jacht in de buurt van Marokko. Toen prins Omar dit vernam regelde hij het zo dat Brooke en Ridge hem bezochten in zijn paleis. Via een doorkijkspiegel kon Taylor alles meevolgen wat er met Ridge en Brooke gebeurde waardoor ze zag dat Ridge en Brooke van elkaar hielden. Taylor kon ontsnappen en ging gesluierd naar Ridge toe, maar ze maakte zich niet bekend al kwamen haar ogen Ridge wel bekend voor. Uiteindelijk kon Taylor toch niet zonder Ridge en keerde terug naar LA. Daar kreeg ze wel het deksel op de neus want Ridge had zijn hart aan Brooke verpand, hun huwelijk was nu wel ongeldig maar hij vroeg de scheiding met Taylor aan.
Dan werd bekend dat Ridge niet de vader van Bridget was en dat gaf de relatie met Brooke een serieuze deuk. Ridge maakte weer afspraakjes met Taylor. Toch kon Brooke hem opnieuw veroveren en Ridge maakte opnieuw trouwplannen. Brooke leerde echter Grant Chambers kennen, met wie ze veel gemeen had, ze kuste op een avond met hem. Toen Ridge dit ontdekte vroeg hij op een modeshow voor het oog van heel de wereld onverwachts Taylor ten huwelijk, Taylor showde een bruidsjurk die eigenlijk voor Brooke was ontworpen en hij gaf haar de ring die Brooke had moeten krijgen. In haar woede trouwde Brooke met Grant, al probeerde Ridge dit huwelijk wel te verhinderen. Dan werd Grant neergeschoten door Rick, maar hij beschuldigde Ridge waardoor Ridge in de gevangenis belandde. Taylor was zwanger van Ridge, maar doordat hij in de gevangenis zat groeide ze dichter naar Thorne. Thorne was verliefd op Taylor, maar ze zijn nooit met elkaar naar bed geweest. Ridge werd uiteindelijk vrijgesproken en belandde weer bij Brooke die een zwangerschap in scène zette om Ridge te strikken, maar ze kreeg een miskraam. Toen Ridge ontdekte dat Thomas zijn zoon was verliet hij Brooke, alhoewel hij heel gelukkig was met haar en trouwde met Taylor. Een jaar later kregen ze een tweeling, Steffy en Phoebe. In 2002 werd Taylor door Sheila neergeschoten en overleed ze aan haar verwondingen. Een paar maanden later ontdekte Ridge dat hij de zoon was van Massimo Marone en niet van Eric. Net als in 1994 duurde het niet lang na Taylors dood dat hij iets met Brooke begon. Hij ontdekte echter dat Brooke met haar schoonzoon Deacon had geslapen en haar kind, Hope, van hem was. Bridget wist nu ook dat Ridge haar vader niet was en werd verliefd op hem. Ridge en Bridget kusten een keer maar meer gebeurde er niet. Brooke had een affaire met Ridge's nieuwe broer Nick Marone. Ridge en Brooke trouwden al voor de 3de keer maar op hun huwelijksreis ontvoerde Sheila Ridge en Brooke dacht dat Ridge dood was, in haar verdriet belandde ze in bed met Nick en werd zwanger, een vaderschapstest wees Nick als vader aan. Ridge was erg geschokt toen hij hoorde dat Brooke zwanger was van zijn broer, Brooke wilde scheiden om bij de vader van haar kind te zijn, Ridge was hier erg tegen maar stemde uiteindelijk toe. Op de trouwdag van Nick en Brooke zorgde Ridge ervoor dat Nick en Massimo gearresteerd werden, ze kwamen snel weer vrij maar de bruiloft werd afgeblazen. Een nieuwe DNA-test toonde dat Ridge toch de vader was en het kind werd Ridge Junior (RJ) genoemd, Brooke en Ridge trouwden nu al voor de 4de keer met elkaar.
In 2005 dook Taylor weer op uit de doden (een jaar eerder speelde Taylor nog een gastrol in de serie voor 4 aflevering om te komen spoken, ze zei dat dit waarschijnlijk de laatste keer dat ze nog in de serie te zien zou zijn, om het huwelijk van Ridge en Brooke aan het wankelen te brengen werd Morgan DeWitt teruggehaald maar dat accepteerden de fans niet en daarom werd Taylor gevraagd om haar rol opnieuw op te nemen). Toen Taylor stierf had ze gevraagd om de machines uit te zetten, terwijl iedereen dacht dat ze dood was lag ze eigenlijk in een coma en werd ze ontvoerd door mannetjes van prins Omar. Na 2,5 jaar in Marokko geweest te zijn keerde ze toch terug naar LA. Zoals gewoonlijk had Ridge het weer moeilijk om te kiezen tussen twee geliefden. Stephanie die Brooke nooit heeft kunnen luchten hielp hem een handje door een hartaanval te faken waardoor Ridge onder druk voor Taylor koos. Toen de waarheid aan het licht kwam verliet Eric Stephanie en trouwde snel met Brooke, maar dat huwelijk werd later geannuleerd. Op oudejaarsavond 2005 kuste Hector Taylor. Taylor gaf dit aan Ridge toe en vertelde er in één keer ook bij dat ze in 1994 een onenightstand had met James Warwick, toen ze in een ingestorte chalet in Big Bear waren en dachten dat ze doodgingen. Ze wilde het Ridge vertellen in een brief, die Stephanie onderschepte en hem niet aan Ridge gaf aangezien Taylor even daarna zogezegd overleed in een vliegtuigcrash. (Na haar terugkeer uit Marokko werden Eric en Taylor verliefd op elkaar maar besloten met hun relatie te stoppen uit respect voor Ridge en Stephanie, ook dit weet Ridge nog steeds niet). Ridge was erg kwaad omdat ze hem had belogen al die jaren, hij kon haar wel vergeven, maar snapte niet dat ze Brooke al die jaren had kunnen veroordelen terwijl ze geen haar beter was dan zij. Ridge verlaat Taylor en gaat naar Brooke, zij wilde hem echter niet terug maar hij hield voet bij stuk om haar ervan te overtuigen dat hij altijd van haar gehouden heeft. Bridget is intussen zwanger van Nick, het kind Nicole sterft echter na de bevalling wat het einde betekent voor het huwelijk. Bridget beseft dat Nick eigenlijk van haar moeder houdt en moedigt hem aan om voor haar te gaan. Nick kan nog net de huwelijksceremonie van Ridge en Brooke tegenhouden. Massimo die vroeger er alles aan gedaan heeft om Brooke van Ridge weg te houden heeft zijn kozak nu gedraaid en beveelt Brooke om bij Ridge te blijven. Ridge probeert Brooke weer te verleiden in de slaapkamer en Nick is gebroken als hij ziet dat ze op zijn avances in gaat. Toch kiest Brooke weer voor Nick, ze besluiten echter om niet te vrijen tot de scheiding met Bridget voltooid is. Door de terugkeer van haar vader (nu gespeeld door Dallas-ster Patrick Duffy) is Brooke helemaal van de kaart. Ze neemt pillen en Ridge die nog steeds probeert haar terug te winnen gaat met haar naar bed zonder te weten dat ze pillen nam en niet goed wist wat ze deed. Iedereen is kwaad op Ridge als het uitkomt, hij verwijt zijn moeder echter dat zijn relatie met Brooke is stukgelopen en krijgt een hartaanval. In het ziekenhuis roept hij Brooke's naam en Stephanie beseft eindelijk dat hij Brooke nodig heeft en belt haar, Brooke wil echter niets horen van Stephanie en amuseert zich met Nick.
Ook het huwelijk met Nick loopt spaak nadat hij Brooke bedroog met haar dochter Bridget. Brooke en Ridge kwamen weer bij elkaar, maar nadat Brookes zoon Rick een affaire begon met Ridges dochter Phoebe en Ridge Rick in elkaar sloeg verliet Brooke Ridge opnieuw. Ze probeerde opnieuw een relatie aan te knopen met Nick, maar die was inmiddels verliefd geworden op Taylor. Nadat Taylor en Nick besloten een kind te nemen trok Brooke zich terug. Inmiddels begon Ridge een relatie met Ashley Abbott die van Genoa City (uit zustersoap The Young & the Restless) naar Los Angeles verhuisd was. Brooke kon deze tegenslag niet verwerken en belandde in een diep dal waarbij ze zelfs het hoederecht over haar kinderen verloor. Stephanie huurde iemand in om Brooke nog dieper in het dal te duwen, maar dit liep verkeerd af en Brooke werd verkracht waardoor ze weer steun zocht bij Ridge. Uiteindelijk verbrak Ridge de verloving met Ashley en verenigde zich  maar weer eens met Brooke.

### Thorne & Macy
Thorne is het 2de kind van Eric en Stephanie, hij leefde altijd in de schaduw van Ridge. Bij Forrester heeft hij een veel kleiner kantoortje en dan ook nog in de productieruimte. Thorne werd verliefd op Caroline, de verloofde van zijn broer. Nadat Ridge Caroline bedroog net voor hun huwelijk trouwde Caroline met Thorne om hem te kwetsen. Macy is de dochter van Sally Spectra (Darlene Conley), ze regelde een modeshow op de Queen Mary samen met de Forresters en hoopte zo dat Macy Ridge aan de haak kon slaan, maar het was Thorne die ze tegenkwam. Een tijd later kwamen ze elkaar opnieuw tegen, Thorne zijn huwelijk was gestrand en ook Macy had weinig geluk in de liefde met Mick Savage. Ze brachten samen de nacht door maar het was niet de bedoeling dat ze een koppel werden, tot ze beiden hun liefde voor muziek ontdekten. Thorne vroeg Macy ten huwelijk, ze aanvaardde maar had schrik dat Thorne haar zou laten vallen als hij wist dat ze de dochter van Sally was. Toen hij dit uiteindelijk te weten kwam liet hij haar inderdaad vallen, maar niet voor lang. De Forresters waren tegen het huwelijk, enkel Felicia wilde bij het huwelijk zijn. Uiteindelijk verscheen toch de hele familie op het huwelijk, maar later bleven er steeds discussies ontstaan over het feit dat Sally misschien weer ontwerpen wilde stelen van de Forresters en ze gingen uit elkaar. Na tevergeefs op Thorne te wachten (terwijl hij op haar wachtte) begon Macy een relatie met tennisspeler Jake McClaine die net een relatie met Felicia had gehad. Thorne wilde Macy terug maar zij bleef bij Jake. Al snel kreeg ze spijt van die beslissing en keerde ze terug naar Thorne die haar met open armen ontving. Maar de discussies keerden terug en Thorne werd verliefd op Karen, de tweelingzus van Caroline die aan kanker was overleden. Karen werd ontvoerd toen ze een kind was en keerde nu pas terug naar LA. Uiteindelijk kwamen Thorne en Macy toch terug samen, maar nu werd hun relatie gesaboteerd door Anthony Armando die model Ivana vermoordde en de schuld in Thorne's schoenen schoof. Macy raakte verslaafd aan de drank. Doordat ze weer samen begonnen te zingen kwamen ze weer bij elkaar, hun volgende obstakel was de keelkanker van Macy. Thorne was bekommerd om Claudia Cortez, een werkneemster bij Forrester die illegaal in het land verbleef. Macy dacht dat hij haar bedroog maar dat was niet waar, ze verliet hem en werd verliefd op Grant Chambers die nieuwe ontwerper was bij Spectra, al snel trouwden ze. Voor de eerste keer was er geen stress in de relatie en kon ze genieten van haar huwelijk. Thorne was inmiddels verliefd geworden op Taylor maar deze bleef van Ridge houden, omdat haar zwangerschap risicovol was vertelde ze tegen Ridge dat Thorne de vader van haar kind was. Macy raakte maar niet zwanger en zij en Grant lieten zich medisch testen. De resultaten waren schokkend, Grant bleek kanker te hebben en had niet lang meer te leven.
Thorne had inmiddels Taylor opgegeven en zonder dat hij het wist kocht hij het huis naast Macy en Grant. Na de dood van Grant groeiden Macy en Thorne langzaam naar elkaar toe, maar opnieuw was er een kaper op de kust. Brooke besefte dat Thorne eigenlijk de man van haar leven was, ze waren al jaren bevriend. Thorne liet zich in Brooke's netten vangen en begon een relatie die tegenwind kreeg van de hele familie. In Venetië probeerde Ridge Brooke te verleiden om Thorne te laten zien dat ze niet van hem hield, Brooke trok terug maar Thorne was al weg toen hij de scène zag. Macy wilde hem waarschuwen en reisde Thorne achterna, op de Brug der zuchten vond Macy Thorne in de gietende regen. Hij was blij haar te zien, ze namen het eerste vliegtuig dat toevallig naar Amsterdam ging en trouwden daar. Thuis legde Brooke uit dat Thorne alles misbegrepen had en na een tijdje kregen ze een affaire. Macy raakte weer aan de drank. In de chalet in Big Bear hadden Thorne en Macy een afscheidsetentje, toen Thorne naar huis reed kwam Brooke met de scheidingspapieren aandraven. Macy was zo overstuur dat ze even later een autoaccident kreeg waarbij ze 'schijnbaar' overleed. Brooke en Thorne trouwden maar na enkele maanden was ook dat geluk voorbij toen Thorne een gesprek afluisterde met Deacon waarin Brooke toegaf dat ze nog elke dag aan Ridge denkt en dat niemand hem kan vervangen. Thorne had heel veel spijt dat Macy voor niets gestorven was. Hij bleef zeggen dat hij het wilde goedmaken en 2,5 jaar later bleek dat Macy nog leefde. Na het ongeluk had haar vader haar gevonden en meegenomen naar Italië. Daar had ze een nieuwe liefde, Lorenzo. Thorne liet haar deze keer echter niet gaan en bleef haar nalopen. Door een hartaanval van Sally werd ze gedwongen in Los Angeles te blijven en daar zette Thorne zijn charmeoffensief verder. Macy brak met Lorenzo en nam afscheid, dat afscheid interpreteerde Thorne verkeerd en hij ging gebroken naar huis. Darla kwam naar zijn huis en troostte hem, ze dronken te veel alcohol en belandden in bed. De volgende dag bleek dat Macy toch voor Thorne had gekomen, het hart van Darla werd intussen gebroken, niet veel later bleek ze ook nog eens zwanger te zijn. Macy achterhaalde de waarheid en scheidde van Thorne. Ze vond steun bij Deacon, al snel veranderde de vriendschap in liefde en Macy hielp bij hem om de hoederechtstrijd om Eric. Toen Oscar Marone een nieuwe nachtclub opende trad Macy op de opening op, maar mannen die het op Oscar gemunt hadden saboteerden de boel waardoor Macy verpletterd werd, ze lag enkele dagen in coma maar dan overleed ze. Het kind van Darla en Thorne kwam enkele weken later ter wereld en ze noemden het Alexandria (door de meeste mensen Aly genoemd). Darla en Thorne groeiden dichter en dichter naar elkaar en werden smoorverliefd, enkele maanden later trouwden ze. Als ze het verjaardagsfeestje vieren van de kleine Alexandria wordt Darla gebeld door Phoebe. Phoebe heeft een lekke band midden op straat, in het donker. Darla biedt onmiddellijk haar hulp aan en rijdt naar de plek waar Phoebe wacht. Als ze eenmaal Phoebe haar band wisselt valt ze achterover en wordt aangereden door Taylor die op haar beurt haar dochter komt helpen. Darla wordt naar het ziekenhuis afgevoerd en sterft daar. Buiten Phoebe heeft niemand de aanslag opgemerkt en op aanraden van Hector zwijgt Taylor met moeite.
Enige tijd later krijgen Taylor en Thorne een relatie, maar omdat Taylor niet kan leven met het feit dat zij degene is geweest die Darla heeft aangereden loopt deze relatie spaak. Niet veel later keert Donna Logan terug naar LA, Donna wil wraak nemen op Stephanie, omdat Stephanie er de oorzaak van is dat Brooke de voogdij kwijt is over haar kinderen, en Donna besluit Thorne te gebruiken om wraak te nemen op Stephanie.

## Verdwenen personages
Bradley Bell, de huidige uitvoerend producent en belangrijkste scenarioschrijver, heeft de gewoonte om verhaallijnen af te kappen wanneer die niet goed lopen of niet aanslaan bij de kijkers. Hierdoor kan Bradley Bell een acteur op de zijlijn plaatsen, waarbij diens contract niet langer 'vast' is, maar een andere status krijgt: de zogenoemde 'recurring status'. Soms betekent dat letterlijk dat die acteur af en toe opduikt, maar soms betekent het ook dat die acteur niet meer optreedt in B&B. Fans zeggen wel vaker dat je er steeds op kunt rekenen dat de personages die geen Forrester zijn, altijd zullen verdwijnen of vertrekken, dit tot woede van vele fans, die al vaak genoeg een geliefd personage weer uit de soap zagen vertrekken. Bradley Bell verklaarde dat zijn soap elke dag slechts 22 minuten duurt (zonder reclame), en dat hij daarom niet alle acteurs kon blijven betrekken bij de dagelijkse opnamen. Inmiddels is ook wel duidelijk dat de "Fab Five", oftewel Ridge, Thorne, Nick, Brooke en Taylor, altijd worden voorgetrokken boven de andere personages. Ridge is al twee keer vrijgesproken voor moord, als laatste op de ex-vriend van zijn dochter Phoebe. Brooke lijkt overal mee weg te kunnen komen en Taylor, Nick en Thorne lijken vaak in problemen te zijn, maar weten het zo te draaien dat ze er altijd in hun voordeel mee weg komen.

## Uitzendingen

### Verenigde Staten
The Bold and the Beautiful wordt sinds 23 maart 1987 in de Verenigde Staten uitgezonden door CBS.

### Nederland
In Nederland wordt The Bold and the Beautiful sinds 1990 uitgezonden. RTL 4 startte in 1990, twee jaar na de première in de Verenigde Staten met het uitzenden van het eerste seizoen. De soap werd bij RTL 4 elke werkdag om 17.30 uur uitgezonden en trok rond de 900.000 kijkers. In december 2006, toen het contract tussen RTL en CBS afliep, kocht SBS6 de uitzendrechten voor Nederland op. RTL 4 vulde het tijdslot op met As The World Turns, waarna The Bold and the Beautiful op SBS6 naar het tijdslot van 16.15 uur verhuisde. In de laatste week van 2006 zond SBS6 elke werkdag een speciale aflevering uit waarin prominente gezichten uit The Bold and the Beautiful de kijkers nader met de soap lieten kennismaken. Op 1 januari 2007 startte SBS6 met een marathonuitzending die duurde van 10:00 uur in de morgen tot 18:00 uur in de avond. Aansluitend op deze marathon werden er twee nieuwe afleveringen uitgezonden. Ondanks alle media-aandacht kwamen de kijkcijfers niet meer boven de 500.000 uit. Om een poging de soap te laten groeien heeft SBS6 de soap een aantal keer verschoven van tijdslot, werd de soap nog maar driemaal per week uitgezonden en werden er zomerstoppen ingelast. In december 2010, na een periode van 4 jaar, liep het contract tussen SBS6 en CBS af. SBS6 is per 22 december 2010 dan ook gestopt met het uitzenden van de soap. Sinds 31 januari 2011 zijn de afleveringen te zien op RTL 8, een preview op het digitale kanaal RTL Lounge en herhalingen op RTL 4.

### Vlaanderen
In Vlaanderen was de soap bekend onder de titel Mooi en Meedogenloos. Vroeger was de reeks te zien op het toenmalige TV1 (nu Eén), VTM en VIER. In de jaren negentig was de reeks heel populair in Vlaanderen (gemiddeld 500.000 kijkers), maar sinds de overstap naar VTM en later VIJF ging het alsmaar bergaf met de kijkcijfers. De reeks was met gemiddeld 130.000 kijkers de derde populairste buitenlandse soap na Buren op Eén en Sturm der Liebe op Vitaya. Op 15 mei 2015 stopte VIJF na negen jaar met het uitzenden van Mooi en Meedogenloos. Tussen november 2015 en juli 2018 werd Mooi en Meedogenloos uitgezonden door FOX. Vanaf 3 september 2018 gaat de soap verder op Eclips TV.

## Productie
Productie- en regieteam:
- Bradley Bell
- Ron Weaver
- Rhonda Friedman
- Cynthia J. Popp
- Adam Dusevoir
- Casey Kasprzyk
- Deveney Kelly
- David Shaughnessy
- Jennifer Howard
- Michael Stich
- Steven A. Wacker
- Clyde Kaplan
- Catherine Sedwick
- Christy Dooley

Schrijver(s):
- Michael Minnis
- Tracey Ann Kelly
- Kay Alden
- Elizabeth Snyder
- Adam Dusevoir
- Rex M. Best
- Patrick Mulcahey
- John F. Smith
- Shannon Bradley
- Lee Phillip Bell

Hoofdschrijver(s):
- 1987–1994: William J. Bell
- 1994–2002: Bradley Bell
- 2002–2004: Bradley Bell, John F. Smith
- 2004–2008: Bradley Bell
- 2008: Rhonda Friedman, Kay Alden
- 2008–heden: Bradley Bell, Michael Minnis, Kay Alden

Uitvoerend producent(en):
- 1987-1996: William J. Bell, Lee Phillip Bell
- 1996-heden: Bradley Bell

## Prijzen

### Daytime Emmy Awards
- 1997 - Uitmuntende acteur in dramaserie: Ian Buchanan
- 2000 - Uitmuntende actrice in dramaserie: Susan Flannery
- 2001 - Uitmuntende beginnende acteur in dramaserie: Justin Torkildsen
- 2001 - Uitmuntende beginnende actrice in dramaserie: Adrienne Frantz
- 2002 - Uitmuntende actrice in dramaserie: Susan Flannery
- 2002 - Uitmuntende beginnende acteur in dramaserie: Jennifer Finnigan
- 2003 - Uitmuntende actrice in dramaserie: Susan Flannery
- 2003 - Uitmuntende beginnende actrice in dramaserie: Jennifer Finnigan
- 2004 - Uitmuntende beginnende actrice in dramaserie: Jennifer Finnigan
- 2009 - Uitmuntende dramaserie
- 2010 - Uitmuntende dramaserie
- 2010 - Uitmuntende beginnende acteur in dramaserie: Drew Tyler Bell
- 2011 - Uitmuntende bijrol in dramaserie: Heather Tom
- 2011 - Uitmuntende dramaserie
- 2011 - Uitmuntende jonge acteur in dramaserie: Scott Clifton
- 2012 - Uitmuntende hoofdrol in dramaserie: Heather Tom
- 2013 - Uitmuntende hoofdrol in dramaserie: Heather Tom
- 2013 - Uitmuntende mannelijke bijrol in dramaserie: Scott Clifton
- 2015 - Uitmuntende dramaserie directingteam
- 2015 - Uitmuntende dramaserie schrijfteam
- 2016 - Uitmuntende mannelijke bijrol in dramaserie: Obba Babatundé
- 2017 - Uitmuntende acteur in dramaserie: Scott Clifton
- 2017 - Uitmuntende mannelijke bijrol in dramaserie: Jim O'Heir
- 2018 - Uitmuntende beginnede actrice in dramaserie: Rome Flynn
- 2019 - Uitmuntende actrice in dramaserie: Jacqueline MacInnes Wood
- 2020 - Uitmuntende actrice in dramaserie: Heather Tom
- 2021 - Uitmuntende actrice in dramaserie: Jacqueline MacInnes Wood
- 2022 - Uitmuntende acteur in dramaserie: John McCook
- 2022 - Uitmuntende mannelijke biljrol in dramaserie: Ted King
- 2023 - Uitmuntende acteur in dramaserie: Thorsten Kaye
- 2023 - Uitmuntende actrice in dramaserie: Jacqueline MacInnes Wood
- 2024 - Uitmuntende acteur in dramaserie: Thorsten Kaye

### TV Soap Golden Boomerang Awards
- 2006 - Beste serie
- 2006 - Beste actrice: Katherine Kelly Lang
- 2006 - Beste acteur: Jack Wagner
- 2006 - Beste beginnende actrice: Ashley Jones
- 2006 - Beste mannelijke bijrol: Winsor Harmon
- 2006 - Beste vrouwelijke bijrol: Lesley-Anne Down

### Festival de télévision de Monte-Carlo
- 2008 - Nymphe d'or Beste soap
- 2009 - Nymphe d'or Beste soap
- 2010 - Nymphe d'or Beste soap
- 2011 - Nymphe d'or Beste soap
- 2012 - Nymphe d'or Beste soap
- 2014 - Nymphe d'or Beste soap

## Afleveringen

### Overzicht
Onderstaande tabel toont de uitgezonden afleveringen.
| Seizoen | Uitzenddata                            | Afleveringen- nummers | Aantal afleveringen |
| ------- | -------------------------------------- | --------------------- | ------------------- |
| 1       | 23 maart 1987 - 25 februari 1988       | 1 – 241               | 241                 |
| 2       | 21 maart 1988 - 17 maart 1989          | 242 – 493             | 252                 |
| 3       | 20 maart 1989 - 16 maart 1990          | 494 - 746             | 253                 |
| 4       | 19 maart 1990 - 4 maart 1991           | 747 - 993             | 247                 |
| 5       | 5 maart 1991 - 18 november 1991        | 994 - 1246            | 253                 |
| 6       | 19 november 1991 - 12 maart 1993       | 1247 - 1498           | 252                 |
| 7       | 13 maart 1993 - 11 maart 1994          | 1499 - 1751           | 253                 |
| 8       | 14 maart 1994 - 7 september 1995       | 1752 - 2119           | 368                 |
| 9       | september 1995 - augustus 1996         | 2120 - 2371           | 252                 |
| 10      | 1 september 1996 - september 1997      | 2372 - TBA            | TBA                 |
| 11      | september 1997 - september 1998        | TBA                   | TBA                 |
| 12      | september 1998 - september 1999        | TBA                   | TBA                 |
| 13      | 20 september 1999 - 29 september 2000  | 3135 - 3396           | 262                 |
| 14      | 2 oktober 2000 - 21 september 2001     | 3397 - 3637           | 241                 |
| 15      | 24 september 2001 - 20 september 2002  | 3638 - 3886           | 249                 |
| 16      | 23 september 2002 - 19 september 2003  | 3887 - 4134           | 248                 |
| 17      | 22 september 2003 - september 2004     | 4135 - 4387           | 253                 |
| 18      | september 2004 - 16 september 2005     | 4388 - 4640           | 253                 |
| 19      | 19 september 2005 - 15 september 2006  | 4641 - 4894           | 254                 |
| 20      | 19 september 2006 - 21 september 2007  | 4895 - 5150           | 256                 |
| 21      | 24 september 2007 - 19 september 2008  | 5151 - 5401           | 251                 |
| 22      | 22 september 2008 - september 2009     | 5402 - 5652           | 251                 |
| 23      | 21 september 2009 - 17 september 2010  | 5653 - 5903           | 251                 |
| 24      | 20 september 2010 - 19 september 2011  | 5904 - 6156           | 253                 |
| 25      | 20 september 2011 - 21 september 2012  | 6157 - 6412           | 256                 |
| 26      | 24 september 2012 - 20 september 2013  | 6413 - 6662           | 250                 |
| 27      | 23 september 2013 - 19 september 2014  | 6663 - 6914           | 252                 |
| 28      | 22 september 2014 - 18 september 2015  | 6915 - 7167           | 253                 |
| 29      | 21 september 2015 - 16 september 2016  | 7168 - 7421           | 254                 |
| 30      | 19 september 2016 - 15 september 2017  | 7422 - 7673           | 252                 |
| 31      | 18 september 2017 - 14 september 2018  | 7674 - 7926           | 253                 |
| 32      | 17 september 2018 - 13 september 2019  | 7927 - 8177           | 251                 |
| 33      | 16 september 2019 - 18 september 2020* | 8178 - 8360           | 184                 |
| 34      | 21 september 2020 - 22 september 2021  | 8361 - 8609           | 250                 |
| 35      | 23 september 2021 - 23 september 2022  | 8610 - 8859           | 250                 |
| 36      | 26 september 2022 - 20 september 2023  | 8860 - 9109           | 250                 |
| 37      | 21 september 2023 - 13 september 2024  | 9110 - 9359           | 250                 |
| 38      | 16 september 2024 - NB                 | 9360 - NB             |                     |

(*) Door de Covid-19-crisis werd Seizoen 33 onderbroken tussen 23 april 2020 en 20 juli 2020. Aflevering 8318A is een recapaflevering, waardoor het afleveringtal van dit seizoen op 184 terecht komt en niet op 183.

## Rolverdeling

### Huidige personages
| Personage                 | Acteur                   | Periode                                     |
| ------------------------- | ------------------------ | ------------------------------------------- |
| Eric Forrester            | John McCook              | 1987–heden                                  |
| Brooke Logan              | Katherine Kelly Lang     | 1987–heden                                  |
| Sheila Carter             | Kimberlin Brown          | 1992–1998, 2002–2003, 2017–2018, 2021–heden |
| Deacon Sharpe             | Sean Kanan               | 2000–2005, 2009–2012, 2014–2017, 2021–heden |
| Donna Logan Forrester     | Jennifer Gareis          | 2006–heden                                  |
| Katie Logan               | Heather Tom              | 2007–heden                                  |
| Steffy Forrester Finnegan | Jacqueline MacInnes Wood | 2008–2013, 2015–heden                       |
| Bill Spencer jr.          | Don Diamont              | 2009–heden                                  |
| Liam Spencer              | Scott Clifton            | 2010–heden                                  |
| Ridge Forrester           | Thorsten Kaye            | 2013–heden                                  |
| Carter Walton             | Lawrence Saint-Victor    | 2013–heden                                  |
| Hope Logan                | Annika Noelle            | 2018–heden                                  |
| John "Finn" Finnegan      | Tanner Novlan            | 2020–heden                                  |
| Zende Forrester Dominguez | Delon de Metz            | 2020–heden                                  |
| Li Nozawa                 | Naomi Matsuda            | 2021–heden                                  |
| Luna Nozawa               | Lisa Yamada              | 2023–heden                                  |
| Poppy Nozawa              | Romy Park                | 2023–heden                                  |
| Taylor Hayes              | Rebecca Budig            | 2024–heden                                  |
| Will Spencer              | Crew J. Morrow           | 2024–heden                                  |
| Electra Forrester         | Laneya Grace             | 2024–heden                                  |
| Daphne Rose               | Murielle Hilaire         | 2025–heden                                  |

### Terugkerende personages
| Personage         | Acteur                    | Periode in serie                                       |
| ----------------- | ------------------------- | ------------------------------------------------------ |
| Bradley Baker     | Dan Martin                | 1997-1998, 2001-2004, 2006-2013, 2015-2018, 2021–heden |
| Bridget Forrester | Ashley Jones              | 2004–2013, 2015–2016, 2018, 2020–heden                 |
| Pamela Douglas    | Alley Mills               | 2006–2019, 2021–2022, 2024–heden                       |
| Charlie Webber    | Dick Christie             | 2013–heden                                             |
| Kelly Spencer     | Sophia Paras McKinley     | 2022–heden                                             |
| Beth Spencer      | Jordynn Lynn Ariza        | 2022–heden                                             |
| Hayes Finnegan    | Alexander and Chase Banks | 2023–heden                                             |

### Overleden acteurs
| Acteur               | Personage      | Datum van overlijden |
| -------------------- | -------------- | -------------------- |
| Michael Fox          | Saul Feinberg  | 1 juni 1996          |
| Lesley Woods         | Helen Logan    | 2 augustus 2003      |
| Tim Choate           | Tommy Bayland  | 24 september 2004    |
| James Doohan         | Damon Warwick  | 20 juli 2005         |
| Michelle Davison     | Ruthanne Owens | 2 april 2006         |
| Darlene Conley       | Sally Spectra  | 14 januari 2007      |
| Charlton Heston      | Zichzelf       | 5 april 2008         |
| Christopher Cazenove | Zichzelf       | 7 april 2010         |

### Voormalige acteurs en personages
| Acteur               | Personage                                | Periode in serie                              |
| -------------------- | ---------------------------------------- | --------------------------------------------- |
| Marla Adams          | Beth Logan                               | 1991                                          |
| Justin Baldoni       | Graham Darros                            | 2010                                          |
| Judith Baldwin       | Beth Logan                               | 1987                                          |
| Kabir Bedi           | Prince Omar Rashid                       | 1994–1995, 2005                               |
| Drew Tyler Bell      | Thomas Forrester                         | 2004–2010                                     |
| Paulo Bendeti        | Antonio Dominguez                        | 2001–2002                                     |
| Tracey E. Bregman    | Lauren Fenmore Baldwin                   | 1992, 1993, 1994, 1995–1999, 2004, 2007       |
| Kimberlin Brown      | Sheila Carter                            | 1992–1998, 2002, 2003                         |
| Peter Brown          | Blake Hayes                              | 1991-1992                                     |
| Agnes Bruckner       | Bridget Forrester                        | 1997–1999                                     |
| Sabrina Bryan        | Alisa Cordova                            | 2002                                          |
| Ian Buchanan         | James Warwick                            | 1993–1999, 2004, 2007, 2008–2010              |
| Nancy Burnett        | Beth Logan                               | 1987–1990, 1994, 1996, 1997-1998, 2000, 2001  |
| Sarah Buxton         | Morgan DeWitt                            | 2000-2001, 2005                               |
| Ashley Tesoro        | Kimberly Fairchild                       | 1998–2001                                     |
| Mick Cain            | C.J. Garrison                            | 1997-2001, 2002-2003, 2004, 2007, 2010-       |
| Brian Patrick Clarke | Storm Logan                              | 1990-1991                                     |
| Barbara Crampton     | Maggie Forrester                         | 1995-1998, 2009                               |
| Eileen Davidson      | Ashley Abbott                            | 2007-2008                                     |
| William deVry        | Storm Logan                              | 2006-2008                                     |
| Michael Dietz        | Mark Maclaine                            | 2002-2005                                     |
| Courtnee Draper      | Mary Warwick                             | 2002                                          |
| Bobbie Eakes         | Macy Alexander                           | 1989–2000, 2001, 2002–2003                    |
| Kayla Ewell          | Caitlin Ramirez                          | 2004–2005                                     |
| Jennifer Finnigan    | Bridget Forrester                        | 2000–2004                                     |
| Susan Flannery       | Stephanie Douglas Forrester              | 1987-2012                                     |
| Bryan Genesse        | Rocco Carner                             | 1987-1989, 2009                               |
| Charles Grant        | Grant Chambers                           | 1996-1998                                     |
| Dax Griffin          | Shane McGrath                            | 2006-2007                                     |
| Ken Hanes            | Mike Guthrie                             | 1993–1998, 2010                               |
| Emily Harrison       | Bridget Forrester                        | 2004                                          |
| Schae Harrison       | Darla Forrester                          | 1989-2006, 2007                               |
| Ben Hogestyn         | Harry Jackson                            | 2006                                          |
| Addison Hoover       | Phoebe Forrester                         | 2005-2006                                     |
| Alex Hoover          | Steffy Forrester                         | 2005-2006                                     |
| Joanna Johnson       | Caroline Spencer Forrester Karen Spencer | 1987–1990, 2001, 1991–1994, 2009              |
| Sean Kanan           | Deacon Sharpe                            | 2000-2005, 2014-                              |
| Lauren Koslow        | Margo Maclaine Lynley                    | 1987-1992, 2002                               |
| Lorenzo Lamas        | Hector Ramirez                           | 2004–2007                                     |
| Teri Ann Linn        | Kristen Forrester Dominguez              | 1987-1990, 1992, 1993, 1994                   |
| Mario Lopez          | Dr. Christian Ramirez                    | 2006                                          |
| Constantine Maroulis | Constantine Parros                       | 2007                                          |
| Joseph Mascolo       | Massimo Marone                           | 2001-2006                                     |
| Mackenzie Mauzy      | Phoebe Forrester                         | 2006-2008                                     |
| Tracy Melchior       | Kristen Forrester Dominguez              | 2001-2003, 2004, 2005, 2006, 2008             |
| Carrie Mitchum       | Donna Logan                              | 1987-1991, 1994-1996, 2001                    |
| Ronn Moss            | Ridge Forrester                          | 1987-2012                                     |
| Clayton Norcross     | Thorne Forrester                         | 1987-1989                                     |
| Sydney Penny         | Samantha Kelly                           | 2003-2005                                     |
| Robert Pine          | Stephen Logan                            | 1988, 1994, 1996, 1997–1998, 2001             |
| Lindsay Price        | Michael Lai                              | 1995–1997                                     |
| Robin Riker          | Beth Logan                               | 2008-2010                                     |
| Antonio Sabato, Jr.  | Dante Damiano                            | 2005-2006                                     |
| Colleen Dion Scotti  | Felicia Forrester                        | 1990-1992, 1997, 2004                         |
| Nancy Sloan          | Katie Logan                              | 1987-1989, 1991, 1994-2001, 2003, 2004        |
| Rena Sofer           | Quinn Fuller                             | 2013–2022                                     |
| Jim Storm            | Bill Spencer Senior                      | 1987-1994, 1997, 2000, 2003                   |
| Michael Swan         | Adam Alexander                           | 1998–2000, 2001, 2002–2003                    |
| Justin Torkildsen    | Rick Forrester                           | 1999-2006                                     |
| Jeff Trachta         | Thorne Forrester                         | 1989-1996                                     |
| Lark Voorhies        | Jasmine Malone                           | 1995–1996                                     |
| Maitland Ward        | Jessica Forrester                        | 1994–1996                                     |
| Chris Warren Jr.     | Jimmy Ramirez                            | 2004–2005                                     |
| Ethan Wayne          | Storm Logan                              | 1987–1989, 1994, 1997, 1998, 2000, 2001, 2003 |
| Betty White          | Ann Douglas                              | 2006–2007, 2008, 2009                         |
| Shanelle Workman     | Gabriela Moreno                          | 2005                                          |